# Осенние соблазны
«Осе́нние собла́зны» — российский фильм режиссёра Владимира Грамматикова 1993 года, ремейк французской комедии «Весёлая Пасха».

## Сюжет
Пятидесятилетний Сергей (Игорь Ясулович), примерный семьянин, решается впервые изменить своей жене Наталье (Наталья Фатеева), и, проводив, её, приводит в дом молоденькую барышню Аню (Анна Яновская). Жена неожиданно возвращается, и он представляет девушку как свою дочь от первого брака. Аня подыгрывает ему, и Наташа предлагает ей остаться ночевать, на что она соглашается. На следующий день к ним в гости приезжает друг семьи немец Пауль со своим сыном Клаусом. Во время застолья появляется мать Ани и, находясь в подпитии, начинает рассказывать о бесчисленных отвратительных выходках своего бывшего мужа — отца Ани (которым «по легенде» должен быть Сергей), и этим чуть было не портит всё. Но Аня производит на всех столь приятное впечатление, что все в неё просто влюблены. Наталья заявляет, что «не хочет мешать восстановлению семьи» и «отдаёт» Сергея Аниной матери. Решив признаться, девушка узнаёт, что Наталья обо всём догадывалась с самого начала и просто дала мужу возможность перебеситься, вылечив таким образом от «комплексов переходного возраста». Влюбившийся в Аню Клаус увозит её в Германию.

## Актёры
| Актёр              | Роль                   |
| ------------------ | ---------------------- |
| Игорь Ясулович     | Сергей главный герой   |
| Анна Яновская      | Аня главная героиня    |
| Наталья Фатеева    | Наталья супруга Сергея |
| Валентина Малявина | Жанна                  |
| Андрей Мягков      | Пауль Ландмайер        |
| Егор Грамматиков   | Клаус                  |